# NGC 240
NGC 240 es una galaxia espiral localizada en la constelación de Piscis.